# Monument voor de Troepen der Afrikaanse Veldtochten

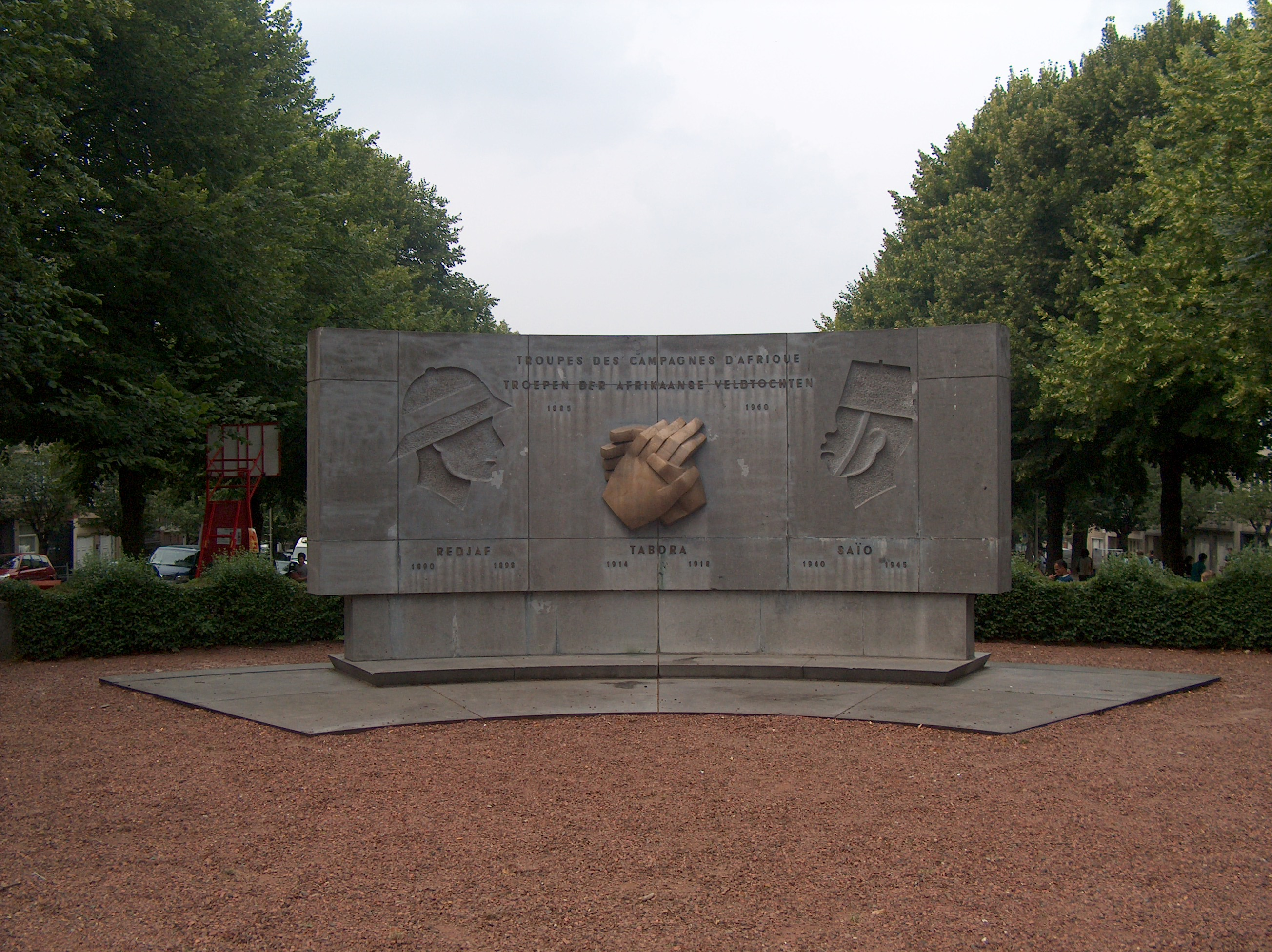

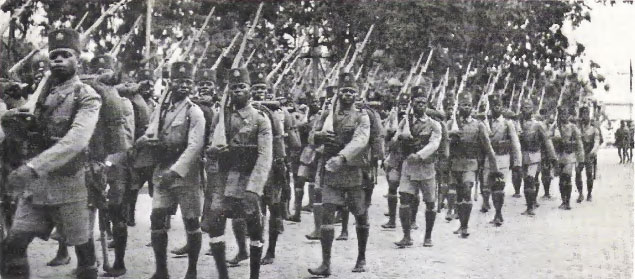
Force Publique op weg naar Abyssinië (1941)

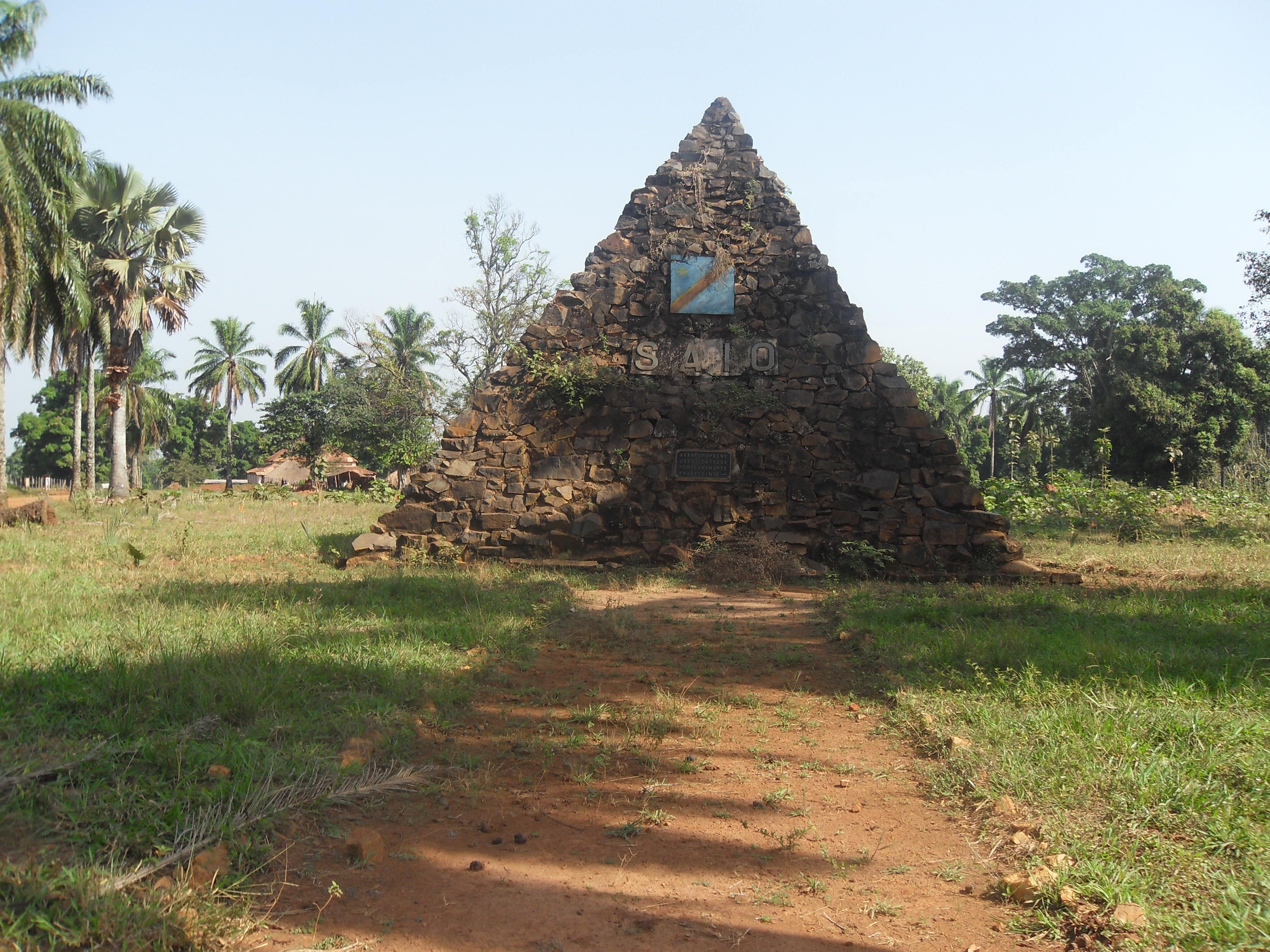
Dit monument in Faradje (1943) was de oorspronkelijke inspiratie.

Het Monument voor de Troepen der Afrikaanse Veldtochten (Frans: Mémorial des Troupes des campagnes d'Afrique) ligt in de Huart Hamoirlaan te Schaarbeek, gekeerd naar het Rigasquare. Het is een eerbetoon aan de koloniale Force Publique, die vanuit Belgisch-Congo in Afrika en daarbuiten heeft gevochten (1885-1960).
De oprichting in 1970 was een initiatief van Urfracol, een federatie van koloniale verenigingen. Edmond Van der Meersch en Albert Goffin hadden hiervoor in 1963 een aanvraag gedaan bij de burgemeester. In een arduinen boog kapte beeldhouwer Willy Kreitz het silhouet uit van een Belgische koloniale officier (met tropenhelm) en van een Congolese soldaat (met de typische fez van de Force Publique). Een bronzen handklap symboliseert de veronderstelde wapenbroederschap. Op de achterzijde is een fragment gebeiteld van de speech die Boudewijn gaf bij de Congolese onafhankelijkheid: Ik stel er prijs op hier een bijzondere hulde te brengen aan de weermacht die haar zware taak met onverzettelijke moed en toewijding heeft vervuld. Rede gehouden door Z.M. Koning Boudewijn Iste, op 30 juni 1960 te Leopoldstad. De voorzijde herinnert aan de voornaamste campagnes:
- REDJAF 1890-1898: na de stichting van de Kongo-Vrijstaat ondernam Leopold II allerlei acties aan de noordgrens richting Soedan, met als grootste succes de overwinning bij Redjaf (1897).
- TABORA 1914-1918: tijdens de Eerste Wereldoorlog verdreef de Congolese Weermacht de Duitsers uit Rwanda en Urundi, om zes maanden later Tabora en vervolgens Mahenge te nemen.
- SAÏO 1940-1945: tijdens de Tweede Wereldoorlog streed de Force Publique aan de zijde van de Britten tegen de Italianen en nam ze met 3.000 soldaten Saïo in Ethiopië.

Rond de boog zijn negen hardstenen blokken opgesteld die aan andere of verwante interventies herinneren: Kasongo (veldtocht in Maniema, 1893), Lindi (neerslaan van de Batetela, 1897), Usoke (veroverd op de Duitsers, 1916), Mahenge (1917), Abyssinië (1941), Nigeria (1942-43), Midden-Oosten (Egypte en Palestina, 1943-44), Birma (1944-46) en Italië (Suid-Afrikaanse Lugmag, 1944-45). Dat laatste laat zich verklaren doordat oud-strijders van de Zuid-Afrikaanse luchtmacht zich hadden aangesloten bij Urfracol.
Jaarlijks wordt op 11 november een herdenkingsplechtigheid met bloemenhulde gehouden aan het monument.
Een gelijkaardig gedenkteken is in 2005 onthuld in Kinshasa, weliswaar met slechts een gedeeltelijke overlapping in de herdachte campagnes omdat enkel wapenfeiten buiten Congo zijn weerhouden (Tabora, Redjaf, Asosa, Gambela, Saio en Birma).